# Debbie Remengesau

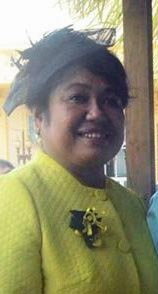
Remengesau bei der Amtseinsetzung ihres Mannes 2017.

Debbie Remengesau war zwei Mal die First Lady von Palau: von 2001 bis 2009 und von 2013 bis 2021. Sie ist die Frau von Präsident Thomas Remengesau Jr.

## Auftritte
2015 nahm sie in Guam am Festival of Pacific Arts teil.
Als First Lady trat sie für den Meeresschutz ein.
| Vorgänger                        | Amt                                      | Nachfolger                       |
| -------------------------------- | ---------------------------------------- | -------------------------------- |
| Elong Nakamura Valeria Toribiong | First Lady von Palau 2001–2009 2013–2021 | Valeria Toribiong Valerie Whipps |